# Universal Carrier
El Universal Carrier, más conocido como Bren Carrier, fue un vehículo blindado de transporte de tropas, adaptable a diversas misiones con pocas modificaciones, empleado por los ejército británico y de la Commonwealth durante la Segunda Guerra Mundial. Fueron utilizados normalmente para el transporte de personal y equipo, en su mayoría armas de apoyo, o como plataformas de ametralladora. Con cerca de 113.000 construidos en el Reino Unido y en el extranjero, fue el vehículo blindado de combate más numeroso en la historia.

## Diseño y desarrollo
Los orígenes de la familia Universal Carrier pueden rastrearse generalmente en la familia de tanquetas Carden-Loyd que fue desarrollada en la década de 1920 y específicamente la tanqueta Carden-Loyd Mk.VI .
Inicialmente, había varios tipos diferentes de transporte que variaban ligeramente en diseño conforme a su propósito: "Medium Machine Gun Carrier" (con ametralladora Vickers ), " Bren Gun Carrier", "Scout Carrier" y "Cavalry Carrier" (de caballería). En 1939 verá la luz el modelo definitivo, derivado del modelo VS250 de 1934 construido por la empresa de armamentos Vickers-Armstrong basándose en los trabajos del comandante Sir Giffard Le Quesne Martel. 
La producción de dicho modelo único sería preferida y el diseño universal apareció en 1940. Esta sería la más ampliamente producida, se distinguía de los modelos anteriores por tener una forma de cuerpo rectangular en la sección trasera, con más espacio para la tripulación.

## Producción
La producción de estos vehículos de combate comenzó en 1934 y concluyó en 1960. Antes de la introducción del diseño universal, la producción fue realizada por Aveling-Barford, Bedford Vehicles, rama británica de la Ford Motor Company, Morris Motor Company, Sentinel Waggon Works y Thornycroft y Wolseley Motor. En 1945 la producción ascendió a aproximadamente 57.000 de todos los modelos, incluidos 2400 de los primeros modelos.
La Ford Motor Company de Canadá fabricó unos 29.000 Universal Carrier. Un pequeño número de ellos también se produjeron en Australia (unos 5.000) y en Nueva Zelanda (aproximadamente 1300).
|
Capaz de transportar un máximo de 6 hombres, fue producido en tres modelos que solo diferirán en el motor.
1. Tipo 1 fabricado en Inglaterra tenía un Ford 8 cilindros en V de 65 HP.
2. Tipo 2 tenía un Ford GAEA 8 cilindros en V de 85 HP.
3. Tipo 3 fabricado en Canadá, con el mismo motor del anterior.

Unas reducidas dimensiones y una extraordinaria regularidad de marcha, lo convirtieron en un excelente vehículo de transporte de tropas y reconocimiento.
Su armamento fue muy potenciado, la ametralladora ligera Bren frontal fue sustituida o complementada por un fusil antitanque.
Se realizaron diversas versiones modificadas, como la MMG (Medium Machine Gun) con una ametralladora Besa como arma principal, OP (Observation Post) como centro de observación y de dirección de tiro para artillería, la versión Mortar Carrier, dotada de un mortero de 81 mm y los Flame-Thrower Carriers dotados de lanzallamas.
El Bren Carrier fue muchas veces utilizado por las fuerzas del Eje, que los capturaron en gran número en las campañas de Francia y África, utilizándolos como tractores de artillería e incluso como cazacarros, con un Panzerschreck adosado a este.